# Nellie Campobello
Nellie Campobello Luna, Taufname Francisca Ernestina Campobello Luna (1900 oder 1909, Villa Ocampo, Durango – 9. Juli 1986, Hidalgo), war eine mexikanische Tänzerin und Schriftstellerin.

## Leben
Sie wurde am 7. November 1900, nach anderen Angaben 1909 in Villa Ocampo, Durango, geboren. Die Beziehung zwischen ihren Eltern wurde nie formalisiert. In Chihuahua besuchte sie die Schule Escuela Inglesa de la Colonia Rosales, wo sie ihre ersten Auftritte als Kunsttänzerin hatte. Danach lebte sie in Laredo, Texas und anschließend in Mexiko-Stadt.
Als Kind wurde sie mit der Gewalt der mexikanischen Revolution konfrontiert, die aber auch Frauen ein unabhängigeres Leben ermöglichte. Wie ihre Mutter war sie eine Anhängerin Francisco Villas. Ihre Erlebnisse verarbeitete sie in den Romanen „Cartucho“ und „Las manos de mamá“.
Sie gilt als einzige Frau, die zur Literatur der mexikanischen Revolution beitrug und erhielt – als weibliches Pendant zu Villa – den Beinamen  „centaura del norte“ (Zentaurin des Nordens). Sie verfasste über Villa das Buch Apuntes sobre la vida militar de Francisco Villa.
In Mexiko-Stadt sammelte sie gemeinsam mit ihrer Halbschwester Gloria indigene Musik und Tänze. Sie gilt als Repräsentantin des „Goldenen Zeitalters“ der mexikanischen Kunst in den 1920er bis 1950er Jahren und war mit Künstlern wie Frida Kahlo, Diego Rivera und José Clemente Orozco befreundet. Sie gründete das Ballett Nacional Folklórico. Die nationale mexikanische Ballettschule Escuela Nacional de Danza Nellie y Gloria Campobello ist nach den beiden Schwestern benannt.
Seit 1984 wurde sie nicht mehr in der Öffentlichkeit gesehen. Sie lebte bei Claudio Fuentes Figueroa und dessen Frau und starb am 9. Juli 1986 in Hidalgo, wo sie auf dem Friedhof „Progreso de Obregon“ beigesetzt wurde. Fuentes, der ihren Tod beurkundete, teilte ihn der Öffentlichkeit nicht mit: Erst 1998 machte die Menschenrechtskommission des Bundesdistrikts von Mexiko-Stadt ihren Tod öffentlich. Fuentes verschwand anschließend und wurde zur Fahndung ausgeschrieben, vom Vorwurf der Entführung Campobellos aber entlastet.
Campobello war nie verheiratet, hatte aber mehrere Liebesbeziehungen. Aus einer Beziehung mit dem späteren Gouverneur der Provinz Chihuahua, Alfredo Chávez, soll ein Sohn hervorgegangen sein, der 1921 im Alter von zwei Jahren starb. Sie soll Chávez einige Gedichte ihres Bandes „Yo, Francisca!“ gewidmet haben, der 1929 erschien.

## Werke
- Cartucho. Nellie Campobello. Era, México, 2005, ISBN 968-411-455-9